# Moshe Wertman

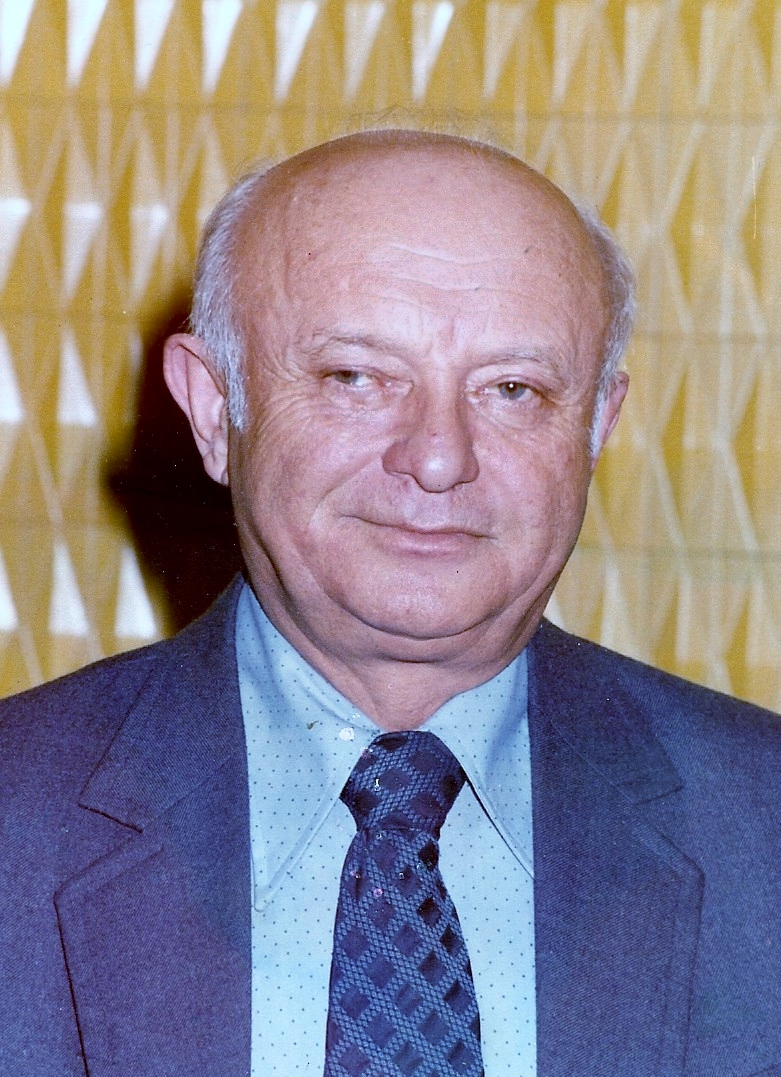
Moshe Wertman

Moshe Wertman (hebräisch משה ורטמן; * 20. Februar 1924 in Tomaszów Lubelski, Polen; † 2. Oktober 2011 in Haifa) war ein polnisch-israelischer Politiker.

## Leben
Wertman war von 1936 bis 1939 Mitglied von Hashomer Hatzair. Des Weiteren gehörte er der Dror Jugendbewegung an und war Mitglied bei Poalei Zion. Im Jahr 1947 emigrierte er in das britische Mandatsgebiet Palästina und wurde dort in der Hagana aktiv. 1948 trat er Mapai bei. Von 1949 bis 1955 arbeitete er für Gewerkschaften im Haifa Workers Council, wurde danach von 1955 bis 1959 Direktor des Branches Department des Haifa Workers Council und arbeitete anschließend von 1959 bis 1969 im Sekretäriat des Haifa Workers Council. Neben diesen Tätigkeiten war er in Mapai, und später in HaMaʿarach, aktiv. Im Januar 1966 rückte er für Mosche Karmel in die Knesset nach. Bei den zwei folgenden Knessetwahlen konnte Wertman sein Mandat jeweils verteidigen und war somit bis zum 13. Juni 1977 Abgeordneter.
Wertman war verheiratet und hatte drei Kinder.